# Inocellia japonica
Inocellia japonica är en halssländeart som beskrevs av Hanjiro Okamoto 1917. 
Inocellia japonica ingår i släktet Inocellia och familjen reliktsländor. Inga underarter finns listade i Catalogue of Life.